# Svenskt Kvalitetsindex
Svenskt Kvalitetsindex, SKI, är ett svenskt företag som mäter hur företag och organisationer klarar av att möta kundernas förväntningar och behov, det vill säga kundnöjdhet. SKI:s undersökningar publiceras årligen, bland annat i Sverigekollen som är en bred undersökning. Utöver det publiceras ett antal branschspecifika undersökningar, exempelvis bankbranschen, energibranschen med flera. Resultaten görs allmänt tillgängliga på www.kvalitetsindex.se. SKI mäter även hur svenska företag klarar sig på internationella marknader. Mätningar sker i alla nordiska länder och i sex andra europeiska länder, genom organisationen EPSI Rating.
Svenskt Kvalitetsindex är ett aktiebolag som ingår i EPSI Rating Group, ägd av Institutet för kvalitetsutveckling, SIQ. Ägaren SIQ är en oberoende stiftelse instiftad av regeringen med uppdraget att bidra till kvalitetsutveckling i det svenska samhället. Ett sätt SIQ agerar på för att skapa, samla och sprida kunskap om kvalitet är via dotterbolaget Svenskt Kvalitetsindex.
Svenskt Kvalitetsindex mätningar initierades på 1980-talet av ett konsortium som bestod av SIQ, Institutet för Kvalitetsutveckling, SCB (Statistiska Centralbyrån), samt de två forskningsinstitutionerna Handelshögskolan i Stockholm och CTF, Centrum för tjänsteforskning vid Karlstads universitet.